# Ashton Kutcher
Christopher Ashton Kutcher (Cedar Rapids, Iowa, 7 de febrer de 1978), conegut professionalment per Ashton Kutcher, és un actor i productor estatunidenc que es va fer famós primerament pel seu paper a la sitcom de televisió That '70s Show, fou autor i productor de Punk'd d'MTV on es realitzaven bromes als famosos, i Room 401 i Beauty and the Geek, va reemplaçar a Charlie Sheen en la reeixida comèdia de situació estatunidenca Two and a Half Men entre 2011 i 2015. i des de 2016 protagonitza The Ranch. Al cinema ha fet les pel·lícules Dude, Where's My Car?, Just Married, The Butterfly Effect, The Guardian, i What Happens in Vegas.
Va estar casat amb l'actriu Demi Moore entre 2005 i 2012 i des de 2012 manté una relació amb l'actriu Mila Kunis, amb la qual va contreure matrimoni el 2015.

## Biografia
Kutcher va néixer a Cedar Rapids, Iowa. Fill de Diane Finegan, una empleada de Procter & Gamble, i Larry Kutcher, que treballava en una fàbrica de General Mills. Té ascendència txeca per part del seu pare i irlandesa per part de la seva mare. Va ser criat en una llar catòlica al costat de la seva germana gran, Tasha, i un germà bessó, Michael Kutcher, a qui van fer un trasplantament de cor quan els germans eren joves. El seu germà pateix paràlisi cerebral i és portaveu de la fundació Reaching for the Stars. La seva infantesa va ser difícil, i va tenir diversos treballs, incloent la fusteria, i altres treballs relacionats amb la vida en la granja.
Va anar a la Washington High School a Cedar Rapids, Iowa, durant un any aproximadament quan la seva família es va traslladar a Tiffin, Iowa, on va anar a la Clear Creek-Amana High School. A més, va participar en l'equip de futbol americà com a receptor. Mentrestant, la seva vida a la casa era estressant. En una entrevista va declarar que "no volia tornar a casa i assabentar-se de males notícies sobre el seu germà" i "em mantenia tan ocupat que no em permetia sentir-ho". Kutcher va admetre que com a adolescent, va pensar el suïcidi. Amb tretze anys, va tractar de saltar d'una balconada d'un hospital, però el seu pare va intervenir en l'últim minut. Entorn d'aquest moment, els seus pares es van divorciar. Durant el seu últim any, va irrompre a l'escola de secundària a la nit amb el seu cosí en un intent de robar els diners, però en sortir va ser arrestat. Kutcher va ser declarat culpable en tercer grau, per violació de domicili i condemnat a tres anys de llibertat condicional i 180 hores de servei comunitari. Kutcher va dir que a pesar que l'experiència "el va redreçar", va perdre a la seva promesa i va esperar beques de col·legi, i va ser condemnat a l'ostracisme a l'escola i en la seva comunitat.
Kutcher va anar a la Universitat d'Iowa, on es va especialitzar en enginyeria bioquímica (però no rebria cap títol), motivat pel desig de trobar una cura per al seu germà de la malaltia del cor. A la Universitat d'Iowa, Kutcher va ser expulsat del seu apartament per ser massa "sorollós" i "salvatge". Kutcher va declarar: "Vaig pensar que ho sabia tot però no en tenia ni la menor idea. Jo era de festes, i em vaig despertar molts matins sense saber el que havia fet la nit abans. Estic sorprès de no estar mort". Era membre de la fraternitat Delta Chi. Per poder pagar la seva matrícula de la universitat va treballar l'estiu a la fàbrica de cereals General Mills en Cedar Rapids i, a vegades, va realitzar donacions de sang per diners. Durant el seu temps a la Universitat, es va acostar a ell un caça talents en un bar anomenat The Airliner a Iowa City, Iowa, i va ser contractat per entrar en "Fresh Faces of Iowa", una competició de models. Després de col·locar-se en primer lloc, va guanyar un viatge a Nova York a la convenció de la International Modeling and Talent Association (IMTA). Després de la seva estada a Nova York, Ashton va tornar a la seva casa de Cedar Rapids, abans de traslladar-se a Los Angeles per continuar la seva carrera d'actor.

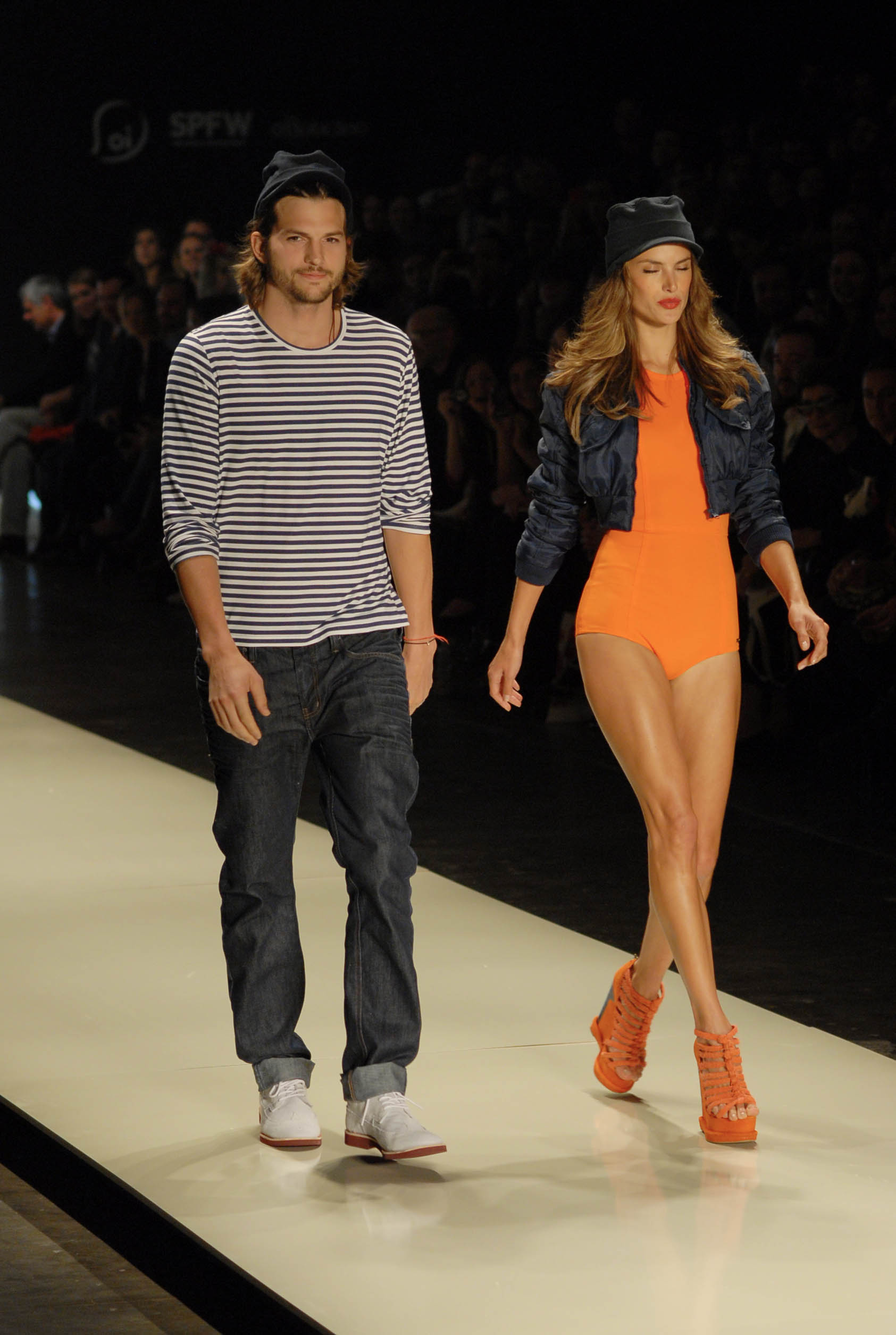
Ashton desfilant al costat d'Alessandra Ambrosio.

Després de participar com a concursant en una competició IMTA (perdent contra Josh Duhamel) el 1998, Kutcher va signar amb una agència a Nova York, i va aparèixer en els anuncis per a Calvin Klein, va fer de model a París i Milà, i va aparèixer en un comercial de Pizza Hut.
Després d'un cert èxit com a model, Kutcher es va traslladar a Los Angeles, i, després de la seva primera audició, va ser triat com Michael Kelso en la sèrie de televisió That '70s Show, que va debutar el 1998 i va acabar el 2006. Kutcher va ser triat en una sèrie de papers per a pel·lícules; encara que va fer audicions, no va ser triat per al paper de Danny Walker en Pearl Harbor (2001), va actuar diverses pel·lícules còmiques, incloent Dude, Where's My Car? (2000), i Guess Who (2005).
Va aparèixer breument en la pel·lícula de 2003, Cheaper by the Dozen, interpretant a un actor auto-obsessionat. La seva pel·lícula del 2004 The Butterfly Effect va ser un paper inusual per Kutcher, interpretant a un jove conflictiu que s'enamora d'una noia Kayleigh; la pel·lícula va rebre comentaris mixts negatius, però va ser un èxit en taquilla.
El 2003, Kutcher va produir i va protagonitzar la seva pròpia sèrie a MTV anomenada Punk'd com a amfitrió. La sèrie inclou trucs de càmera amagada per a les celebritats. Kutcher és també el productor executiu del reality show Beauty and the Geek, Adventures in Hollyhood (basat en el grup de rap Three 6 Mafia), i The Real Wedding Crashers i el programa de jocs Opportunity Knocks. Molts dels seus crèdits de producció, incloent Punk'd, venen a través de Katalyst Films, una productora que ell dirigeix amb el seu company Jason Goldberg.
A causa de problemes de calendaris amb la filmació de The Guardian, Ashton va ser obligat a no renovar el seu contracte per a l'octava i última temporada de That '70s Show, encara que va aparèixer en els primers quatre episodis (acreditat com a estrella convidada) i va tornar per al final de la sèrie.

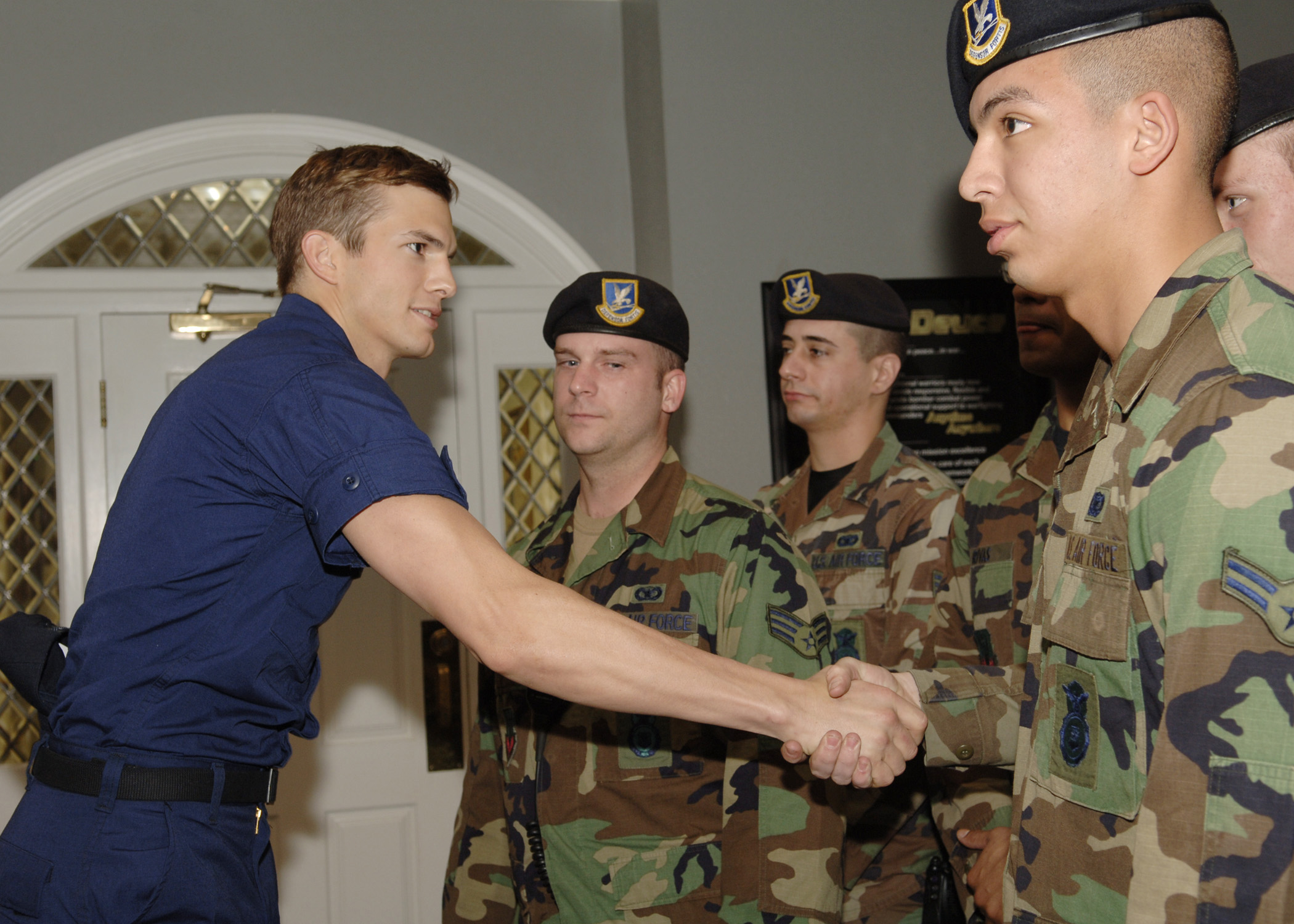
Kutcher amb els soldats de la Força Aèria que van estar en el film The Guardian.

Kutcher va formar part de l'equip de gestió per Ooma, una tecnologia engegada al setembre de 2007. Ooma està en la Veu sobre IP i el paper de Ashton era com a Director Creatiu. Va estar liderant una campanya de màrqueting i produint vídeos virals per promoure aquest servei. Ooma va renovar la seva estratègia de vendes i màrqueting amb un nou equip per a estiu de 2008, reemplaçant a Ashton Kutcher com el seu director creatiu.
Kutcher va produir i va protagonitzar en la comèdia de 2010 Killers, en què interpretava a un assassí a sou. Kutcher va ser amfitrió de WWE Raw el 31 de maig de 2010. Va tenir-hi una controvèrsia en l'esdeveniment a causa que Kutcher només se'l veia en pantalla i no en persona per molts dels assistents. A partir del 12 de maig de 2011, va reemplaçar a Charlie Sheen en la comèdia Two and a Half Men, aconseguint-hi un contracte d'un milió de dòlars per episodi, però la sèrie es va cancel·lar en 2015. i des de 2016 protagonitza The Ranch. El 2013, protagonitza la pel·lícula Jobs interpretant el paper de Steve Jobs, mostrant la seva vida basat en les seves memòries i les seves més destacats successos històrics, amb esdeveniments ficticis.

## Filmografia
| Any          | Títol                                    | Paper                | Notes                            |
| ------------ | ---------------------------------------- | -------------------- | -------------------------------- |
| 1999         | Coming Soon                              | Louie                |                                  |
| 2000         | Down to You                              | Jim Morrison         |                                  |
| 2000         | Operació Ren (Reindeer Games)            | Universitari         |                                  |
| 2000         | Dude, Where's My Car?                    | Jesse Montgomery III |                                  |
| 2001         | Texas Rangers                            | George Durham        |                                  |
| 2003         | Just Married                             | Tom Leezak           |                                  |
| 2003         | My Boss's Daughter                       | Tom Stansfield       |                                  |
| 2003         | Cheaper by the Dozen                     | Hank                 | No apareix als títols de crèdits |
| 2004         | The Butterfly Effect                     | Evan Treborn         |                                  |
| 2005         | Guess Who                                | Simon Green          |                                  |
| 2005         | A Lot Like Love                          | Oliver Martin        |                                  |
| 2006         | Bobby                                    | Fisher               |                                  |
| 2006         | The Guardian                             | Jake Fischer         |                                  |
| 2006         | Open Season                              | Elliot (veu)         |                                  |
| 2008         | What Happens in Vegas                    | Jack Fuller          |                                  |
| 2009         | American Playboy                         | Nikki                |                                  |
| 2009         | Personal Effects                         | Walter               |                                  |
| 2010         | Brother's Justice                        | D'ell mateix         |                                  |
| 2010         | El dia de Sant Valentí (Valentine's Day) | Reed Bennet          |                                  |
| 2010         | Killers                                  | Spencer Aimes        |                                  |
| 2011         | No Strings Attached                      | Adam Franklin        |                                  |
| 2011         | New Year's Eve                           | Randy                | Segment: "Elevator Story"        |
| 2013         | Jobs                                     | Steve Jobs           |                                  |
| 2014         | Annie                                    | Simon Goodspeed      | Cameo                            |
| 2014         | The Man Who Saved the World              | D'ell mateix         | Documental                       |
| Per estrenar | The Long Home                            | Nathan Winer, Sr.    | Postproducció                    |

## Vida personal

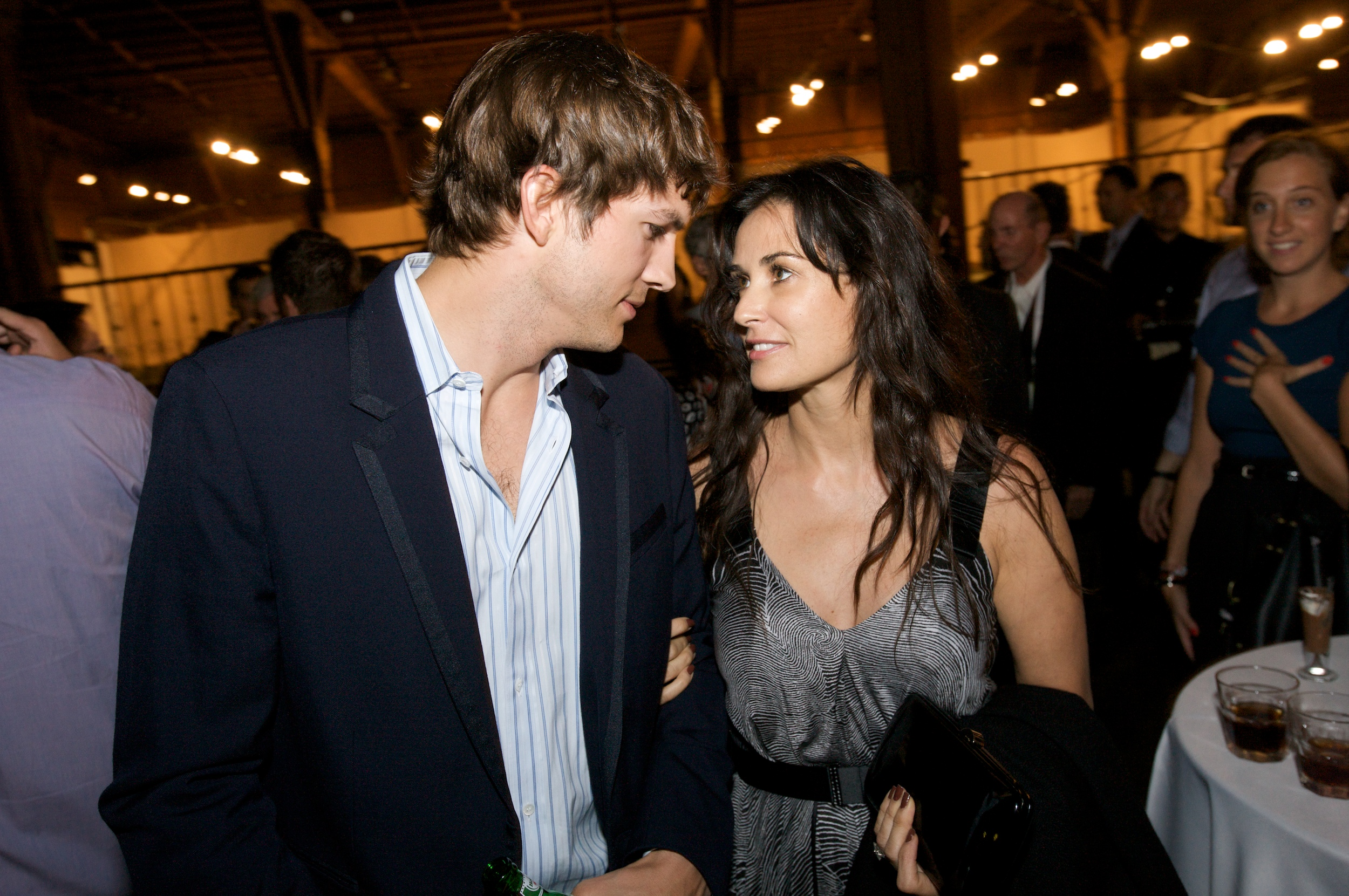
Kutcher i Demi Moore el 2008.

Kutcher va realitzar una inversió en un restaurant italià anomenat Dolce, on els seus altres propietaris són Danny Masterson i Wilmer Valderrama, i en un restaurant japonès anomenat Geisha House (Atlanta, Los Angeles i Nova York). L'actor es autodescriu com un liberal social i conservador fiscal. El 17 de setembre de 2008 va ser nomenat entrenador de l'equip de futbol de l'escola Harvard Westlake (Los Angeles). No obstant això, no va poder tornar el 2009 pel rodatge d'American playboy.
El 2003 va començar a sortir amb la també actriu Demi Moore i es van casar el 24 de setembre de 2005 en una cerimònia privada, celebrada per un rabí del centre Càbala. Van anar prop de 150 convidats, inclosos amics i familiars com Bruce Willis (exmarit d'ella). L'octubre de 2010, el matrimoni es va reunir amb el codirector del centre Kabbalah Yehuda Berg a Israel. De fet, Natalie Portman, que va ser la seva companya en Sense compromís (2011), va dir que «Kutcher m'ha ensenyat més sobre el judaisme del que crec que he après de ningú més».
Al novembre de 2011, Demi Moore va anunciar que es divorciava d'Ashton Kutcher, després de sis anys de matrimoni.
Des de 2012 manté una relació amb l'actriu Mila Kunis, amb la qual va contreure matrimoni el 2015.
El 30 de setembre de 2014 es va convertir en pare d'una nena, Wyatt Isabelle Kutcher al costat de l'actriu Mila Kunis, la qual va néixer a l'hospital Cerdars Sinai de Los Angeles (Califòrnia).
El 30 de novembre de 2016 el matrimoni va donar la benvinguda al seu segon fill, Dimitri Portwood Kutcher.

## Presència aTwitter
El 16 d'abril de 2009, Kutcher es va convertir en el primer usuari en Twitter a tenir més d'un milió de seguidors, superant a CNN en el "concurs de milions de seguidors". Tanmateix després va ser superat per grans artistes com Shakira, Katy Perry entre d'altres. Kutcher té ara més de 15M de seguidors i és la persona numero 34 més seguida en aquesta xarxa social. Kutcher va anunciar per Twitter que donaria 100.000 dòlars a una organització benèfica per lluitar contra la malària. No obstant això, hi ha hagut diversos informes que Twitter va manipular els resultats del concurs prevenint als usuaris de "deixar de seguir" a Kutcher o CNN.